# (Gomito a gomito con l') Aborto/In te
(Gomito a gomito con l') Aborto/In te è un singolo promozionale di Elio e le Storie Tese, unico brano estratto dall'album Esco dal mio corpo e ho molta paura (Gli inediti 1979-1986), del 1993. Tratta il tema dell'aborto.
La prima traccia del singolo è, appunto, (Gomito a gomito con l') Aborto: nel brano Elio duetta con Tonino Cripezzi dei Camaleonti; si cita poi la canzone Amico di Renato Zero.
In te è una cover cantata da Mangoni del brano omonimo di Nek; questa cover sarà poi inclusa nell'album Peerla in una versione leggermente differente (la frase «Mangoni! Il protagonista assoluto del prossimo anno!» non è presente nella versione di Peerla). I due pezzi sono stati registrati allo Studio Regson di Milano.